# Emmaüskerk (Amersfoort)
De Emmaüskerk is een kerkgebouw in de Nederlandse stad Amersfoort. Het gebouw staat aan de Noordewierweg en bedient de lidmaten van de  wijkgemeente van de Protestantse Gemeente Amersfoort  in het Soesterkwartier.
De kerk werd op 19 december 1929 in gebruik genomen en heette aanvankelijk de Emmakerk. In 1997 werd de naam veranderd in  Emmaüskerk, om aan te geven dat de Nederlands Hervormde Kerk en de Gereformeerde kerk  nu samen verder gingen in dit gebouw.   
Het pand, een ontwerp van de Amersfoortse architect G. van Hoogevest (1887-1968), is een bakstenen bouwwerk onder hoge zadeldaken, voorzien van een aangebouwde, vierkante en vlakopgaande toren, met een opvallende houten spits, gedekt door een zadeldak, en daaronder houten galmgaten. Het interieur wordt overwelfd door een bijna paraboolvormig houten tongewelf.
Het orgel stamt uit 1875 en is gebouwd door Henry Willis & Sons voor de Saint Michael's Church in de Engelse stad Blackburn. Het werd in 1985 in de toenmalige Emmakerk geplaatst.

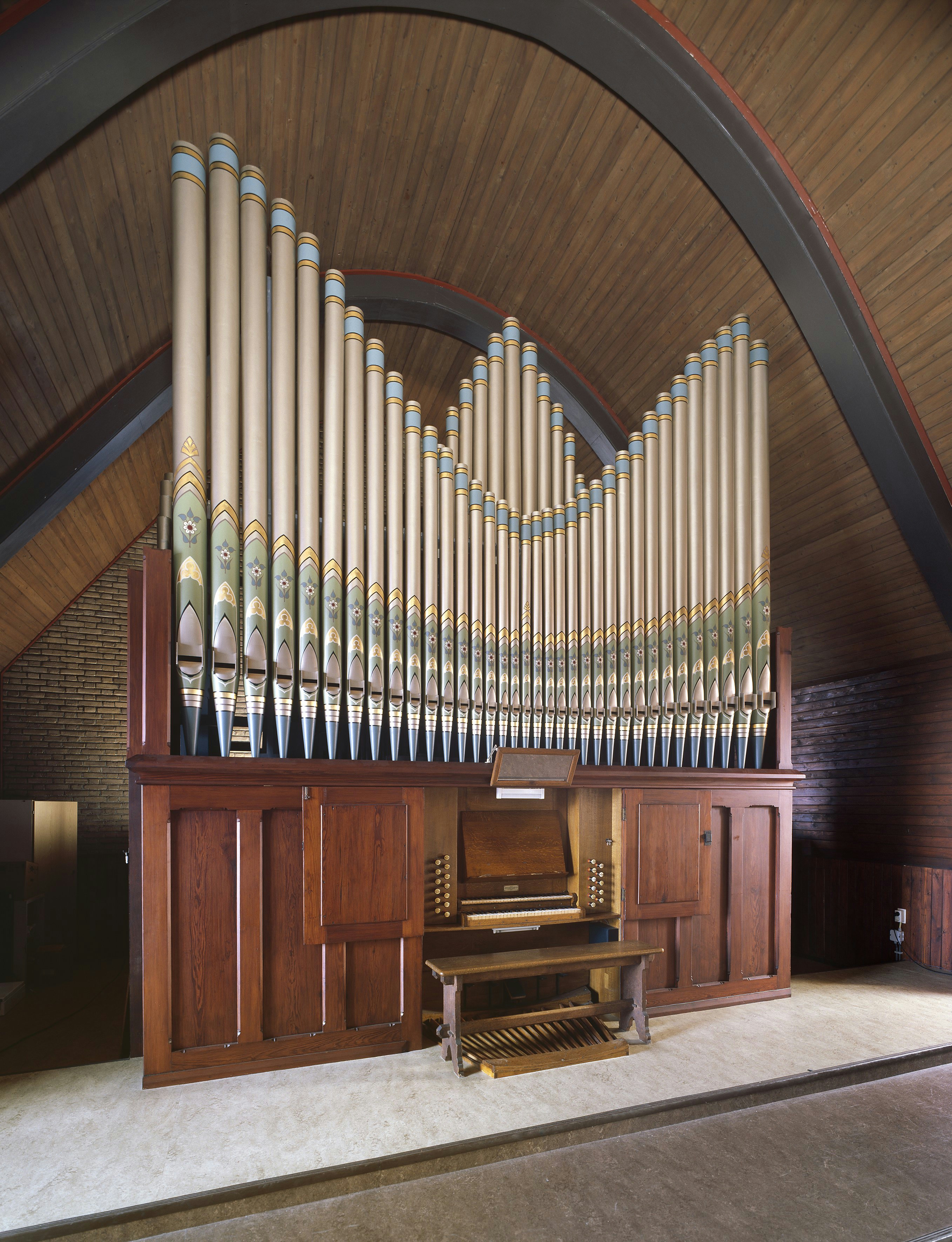
Het orgel van de Emmaüskerk in 2005